# Herbier de Carrare
L'herbier de Carrare est un traité de matière médicale illustré contenu dans le manuscrit Egerton 2020 de la British Library de Londres. Il a été réalisé entre 1390 et 1404 pour Francesco II de Carrare, dernier seigneur de Padoue. L'herbier est une traduction en dialecte padouan de la pharmacopée arabe dite du Pseudo-Sérapion, rédigée au milieu du XIIIe siècle.